# Eugene Josef Charles Gilain Hubert d'Olmen Poederlé
Eugene Josef Charles Gilain Hubert d'Olmen Poederlé ( 1742 - 1813) fue un botánico, y profesor belga.
Se especializó en las salicáceas.

## Obra
- 1779. Supplément au Manuel de l'arboriste et du forestier belgiques. Editor Flon, xiv + en línea, reimpreso por Nabu Press, 392 pp. 2012 ISBN 127719193X

- 1772. Manuel de l'arboriste et du forestier belgiques. Editor J.L. de Boubers, x + 421 en línea, reimpreso por BiblioBazaar, 354 pp. 2011 ISBN 1173061460

- La abreviatura «Poederlé» se emplea para indicar a Eugene Josef Charles Gilain Hubert d'Olmen Poederlé como autoridad en la descripción y clasificación científica de los vegetales.[1]